# Parapontoporia

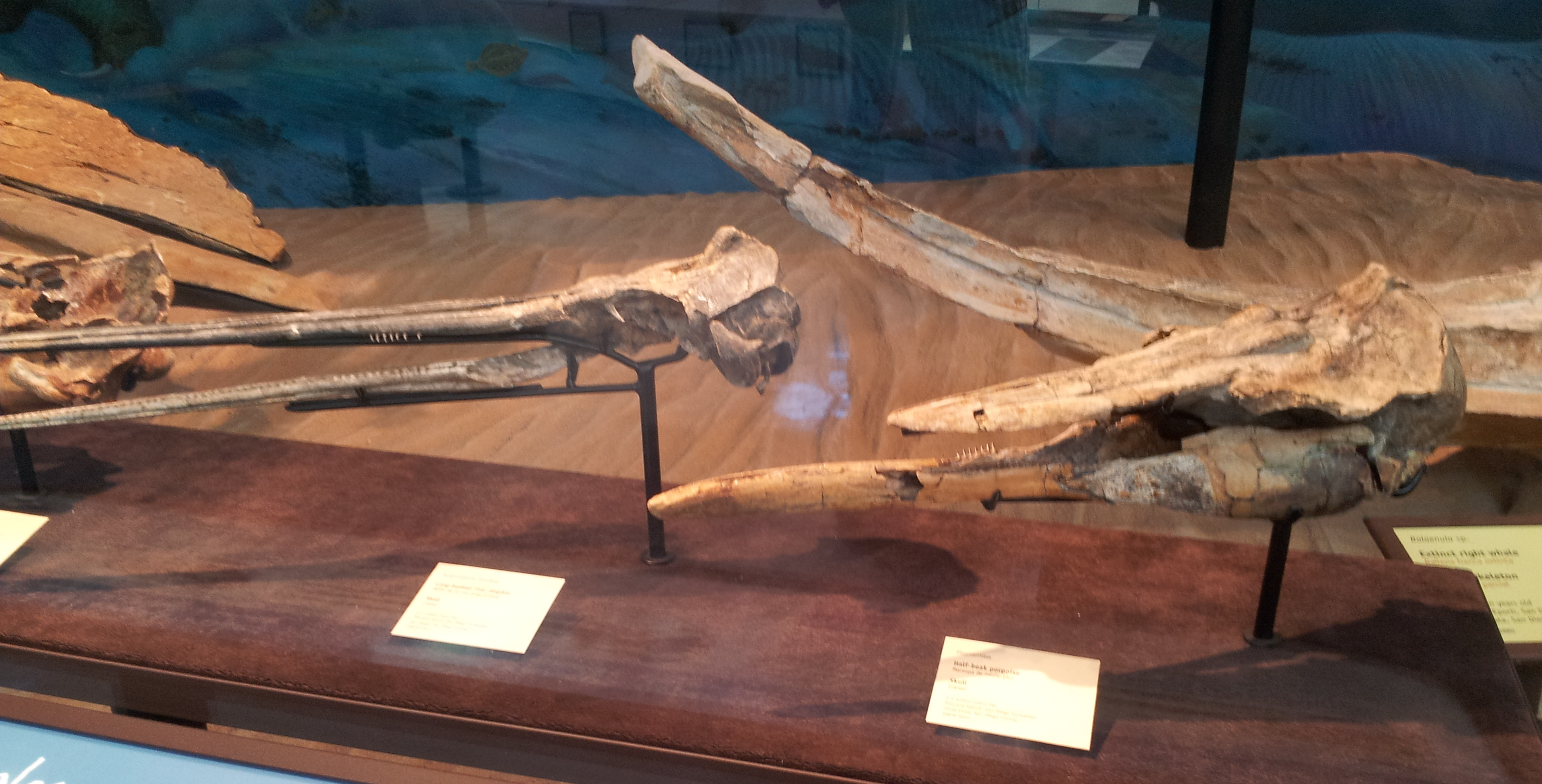
Череп (зліва) разом із черепом Semirostrum

Parapontoporia — вимерлий рід дельфінів, який мешкав біля узбережжя Каліфорнії з пізнього міоцену до вимирання роду в пліоцені. Пов'язано з байджі.